# ジャネット (日本の歌手)
ジャネット（Janette, 1月14日 - ）は、ワイワイワイ所属の歌手、ラジオパーソナリティ、ナレーター。本名：Janette Keiko Kawasjee（ジャネット・ケイコ・カワスジ）。
兵庫県芦屋市出身。聖心女子大学英語英文学科卒業。

## 経歴
- 2000年5月、第1回神戸ジャズヴォーカルクィーンコンテストでグランプリを受賞。シアトルのジャズライブハウス・ジャズアレー (Dimitriou's Jazz Alley) にて2ステージを行う。
- 2001年9月、リリースした1stアルバム『Coquettish』で山本剛トリオと共演。
- 2003年12月、2ndアルバム『JANETTE 2003』をリリース。ロックギタリストの是方博邦をフィーチャー[要説明]。
- 2007年1月、兵庫県立芸術文化センターでJanetteソロコンサート「希望」を開催。
- 2008年4月、3rdアルバム『REBORN』をリリース。ドラムとパーカッションにもんたよしのりバンドのマーティ・ブレーシーを迎えて制作した。同年12月、甲子園ボウルのオープニングで「君が代」を独唱した。

## 出演

### ラジオ番組
- ZIP NIGHT ON DREAM（ZIP-FM）
- KOBE NIGHT SWING（Kiss-FM KOBE（旧法人）、1999年 - 2004年）
- SLOW MUSIC STYLE（FM COCOLO）
- After Glow（FM COCOLO、2010年3月まで）
- My Favorite Things（さくらFM）
- umie style music Live（Kiss FM KOBE、2013年9月 - ）

### テレビ番組
- J-POP COUNT DOWN（Music Japan TV）
- 『オードリー』予告（NHK）

## ナレーション

### CM
- 愛眼
- 三井ホーム
- 大丸
- HEPナビオ

### その他
- 丸石製薬 VPナレーション
- 神戸コレクション イベントナレーション